# Etowah (Tennessee)
Etowah – miasto w Stanach Zjednoczonych, w stanie Tennessee, w hrabstwie McMinn.